# ファミイ
ファミイ (FAMY) は、石川県輪島市にあった輪島市商業協同組合が管理、運営していたショッピングセンターである。

## 概要
輪島市商業協同組合が運営し、17の専門店で構成する。

## 施設構造

### 主なテナント
- フラワー東樹園
- 美味しんぼ　とうり
- ニューフルカワ
- なかよう化粧品店
- 旅サロン輪島
- 姿勢専科
- ヘアカット専門店キタジ

## 交通アクセス
- 道の駅輪島から徒歩3分。